# Мутауакил
Ал Мутауакил (на арабски المتوكل على الله جعفر بن المعتصم, март 821 – декември 861) е абасидски халиф, властвал над Самара от 847 до 861 година.
При него Константин-Кирил Философ бил изпратен на дипломатическа мисия с цел дискутиране принципите на Светата Троица и затягане на връзките между Абасидския халифат и Империята, както и за преговори за освобождаването на византийски пленници.